# NGC 4206
NGC 4206是一个位于室女座的螺旋星系，距离地球7000万光年，视星等为13，1784年4月17日由威廉·赫歇爾发现，属于室女座星系團。